# سيسك
السَيْسَك أو الصَّفْصَفُ (الواحدة: صَفْصَفَةٌ) أو كورجون آرتدي (وبالإنكليزيّة cisco) هو سمك اسمه العلميّ (Coregonus artedi) ويتبع جنس كورجون من فصيلة السلمون.